# Academia do Vôlei 2020-2021
Questa voce raccoglie le informazioni riguardanti l'Academia do Vôlei nella stagione 2020-2021.

## Stagione
L'Academia do Vôlei utilizza il nome sponsorizzato Azulim/Gabarito/Uberlândia nella stagione 2020-21.
Partecipa per la prima volta nella sua storia alla Superliga Série A: si classifica al sesto posto al termine della regular season, qualificandosi quindi per i play-off scudetto, dove viene eliminato ai quarti di finale dal BVC; conclude pertanto la stagione con un settimo posto finale. 
Partecipa per la prima volta anche alla Coppa del Brasile, venendo eliminato anche in questo caso ai quarti di finale, contro il Minas, e ottenendo un quinto posto finale.
In ambito statale conclude invece al terzo posto la sua seconda partecipazione al Campionato Mineiro, battendo nella finale per il terzo posto l'AEESB.

## Organigramma societario
Area direttiva
- Presidente: Manoel Honorato

Area tecnica
- Allenatore: Manoel Honorato

## Rosa
| N° | Nome                      | Ruolo | Data di nascita  | Nazionalità sportiva |
| -- | ------------------------- | ----- | ---------------- | -------------------- |
| 2  | Higor dos Santos          | S     | 16 maggio 1998   | Brasile              |
| 3  | Luiz Antonio dos Santos   | L     | 1º giugno 2001   | Brasile              |
| 4  | Bernardo Westermann       | P     | 13 marzo 1998    | Brasile              |
| 5  | Matheus Silva             | P     | 1º aprile 1997   | Brasile              |
| 6  | Dyann Rodrigues           | O     | 10 marzo 2001    | Brasile              |
| 7  | Jean Queiroz              | P     | 10 ottobre 2001  | Brasile              |
| 9  | Arthur Nath               | S     | 30 ottobre 1999  | Brasile              |
| 10 | Daniel de Pinho           | O     | 5 giugno 1998    | Brasile              |
| 11 | Gustavo Leandro           | C     | 3 febbraio 1999  | Brasile              |
| 12 | Matheus Silva             | S     | 31 maggio 1996   | Brasile              |
| 13 | Luiz Philippe de Oliveira | C     | 19 febbraio 1998 | Brasile              |
| 14 | Otávio Souza              | C     | 8 dicembre 2000  | Brasile              |
| 15 | Douglas Pureza            | L     | 16 novembre 1996 | Brasile              |
| 16 | Gabriel Armanelli         | O     | 2 gennaio 2000   | Brasile              |
| 17 | Lucas de Araújo           | C     | 18 agosto 1995   | Brasile              |
| 19 | Luan Mota                 | S     | 20 ottobre 1995  | Brasile              |
| 20 | Rômulo Silva              | C     | 13 marzo 1995    | Brasile              |

## Statistiche

### Statistiche di squadra
| Competizione      | Punti | In casa | In casa | In casa | In trasferta | In trasferta | In trasferta | Totale | Totale | Totale |
| Competizione      | Punti | G       | V       | P       | G            | V            | P            | G      | V      | P      |
| ----------------- | ----- | ------- | ------- | ------- | ------------ | ------------ | ------------ | ------ | ------ | ------ |
| Superliga Série A | 30    | 12      | 5       | 7       | 12           | 5            | 7            | 24     | 10     | 14     |
| Coppa del Brasile | -     | 0       | 0       | 0       | 1            | 0            | 1            | 1      | 0      | 1      |
| Totale            | -     | 12      | 5       | 7       | 13           | 5            | 8            | 25     | 10     | 15     |

### Statistiche dei giocatori
| Giocatore        | Superliga Série A | Superliga Série A | Superliga Série A | Superliga Série A | Superliga Série A |
| Giocatore        | P                 | PT                | AV                | MV                | BV                |
| ---------------- | ----------------- | ----------------- | ----------------- | ----------------- | ----------------- |
| G. Armanelli     | 17                | 29                | 27                | 2                 | 0                 |
| L. de Araújo     | 20                | 133               | 96                | 27                | 10                |
| L.P. de Oliveira | 17                | 60                | 45                | 12                | 3                 |
| D. de Pinho      | 21                | 280               | 245               | 23                | 12                |
| H. dos Santos    | 15                | 0                 | 0                 | 0                 | 0                 |
| L.A. dos Santos  | 2                 | 0                 | 0                 | 0                 | 0                 |
| G. Leandro       | 2                 | 0                 | 0                 | 0                 | 0                 |
| L. Mota          | 17                | 73                | 67                | 6                 | 0                 |
| A. Nath          | 23                | 257               | 223               | 23                | 11                |
| D. Pureza        | 21                | 0                 | 0                 | 0                 | 0                 |
| J. Queiroz       | -                 | -                 | -                 | -                 | -                 |
| D. Rodrigues     | -                 | -                 | -                 | -                 | -                 |
| M. Silva         | 23                | 66                | 42                | 11                | 13                |
| M. Silva         | 21                | 232               | 210               | 11                | 12                |
| R. Silva         | 23                | 165               | 124               | 33                | 8                 |
| O. Souza         | 2                 | 0                 | 0                 | 0                 | 0                 |
| B. Westermann    | 22                | 27                | 16                | 4                 | 7                 |

P = presenze; PT = punti totali; AV = attacchi vincenti; MV = muri vincenti; BV = battute vincenti

NB: Non sono disponibili i dati relativi alla Coppa del Brasile e, di conseguenza, quelli totali.